# Division No 5 (Alberta)
Pour les articles homonymes, voir Division No 5.
La Division No  5 est une division de recensement de 53,263 habitants en 2011, située dans la province d'Alberta, au Canada.